# Lumpíci v Paříži
Lumpíci v Paříži (v originále Rugrats in Paris: The Movie) je adaptace televizního seriálu Lumpíci z roku 2000. Animovaný film je zároveň druhým dílem trilogie založené na tomto animovaném seriálu.

## Děj
Chuckie žije se svým otcem Chazem. Chaz si myslí, že Chuckie by měl mít novou matku. Krátce nato Tommyho otec Stu zavolá z Paříže, aby přijel do zábavního parku Reptarland opravit obřího robota Reptara. Jeho manželka Didi, synové Tommy a Dil, neteř Angelica, pes Spike, se spolu s přáteli Howardem a Betty a jejich dětmi, dvojčaty Philem a Lil, se okamžitě vydávají na cestu. Chaz a Chuckie se také připojí. Chuckie doufá, že v Paříži najde novou matku.
Mezitím se zlá manažerka parku Coco La Bouche od svého šéfa Yamaguchiho dozví, že může převzít Reptarland, pokud má ráda děti. Háček je ale v tom, že nemá ráda děti. Od Angeliky se dozví, že Chaz hledá manželku, což považuje za dobrou příležitost. Okamžitě se ho snaží okouzlit, aby si ji vzal. Děti se seznámí s Cocovou přátelskou sekretářkou Kirou Watanabe a její dcerou Kimi, která se s nimi okamžitě spřátelí. Coco použije trik, aby přesvědčila Chaze, aby uvěřil, že ji Chuckie chce jako svou novou matku. Pak ale zavře děti a dokonce odveze plyšového medvídka Chuckieho mrtvé matky, čímž šokuje i věrnou Kiru.
Dětem se nakonec podaří svatbu zlikvidovat pomocí obřího robota Reptara. Když se objeví Cocoin hloupý komplic Jean-Claude, nevědomky odhalí Cocovy plány. Coco je následně vyhozena a Chuckie získá nejen novou matku Kiru i novou sestru Kim.